# Schloß Hohenbrugg
Schloß Hohenbrugg är ett slott i Österrike.   Det ligger i distriktet Südoststeiermark och förbundslandet Steiermark, i den östra delen av landet, 140 km söder om huvudstaden Wien. Schloß Hohenbrugg ligger 286 meter över havet.
Terrängen runt Schloß Hohenbrugg är platt. Närmaste större samhälle är Fehring, 4,6 km väster om Schloß Hohenbrugg. 
Omgivningarna runt Schloß Hohenbrugg är en mosaik av jordbruksmark och naturlig växtlighet. Runt Schloß Hohenbrugg är det ganska tätbefolkat, med 70 invånare per kvadratkilometer.